# هندسة العمليات الحيوية

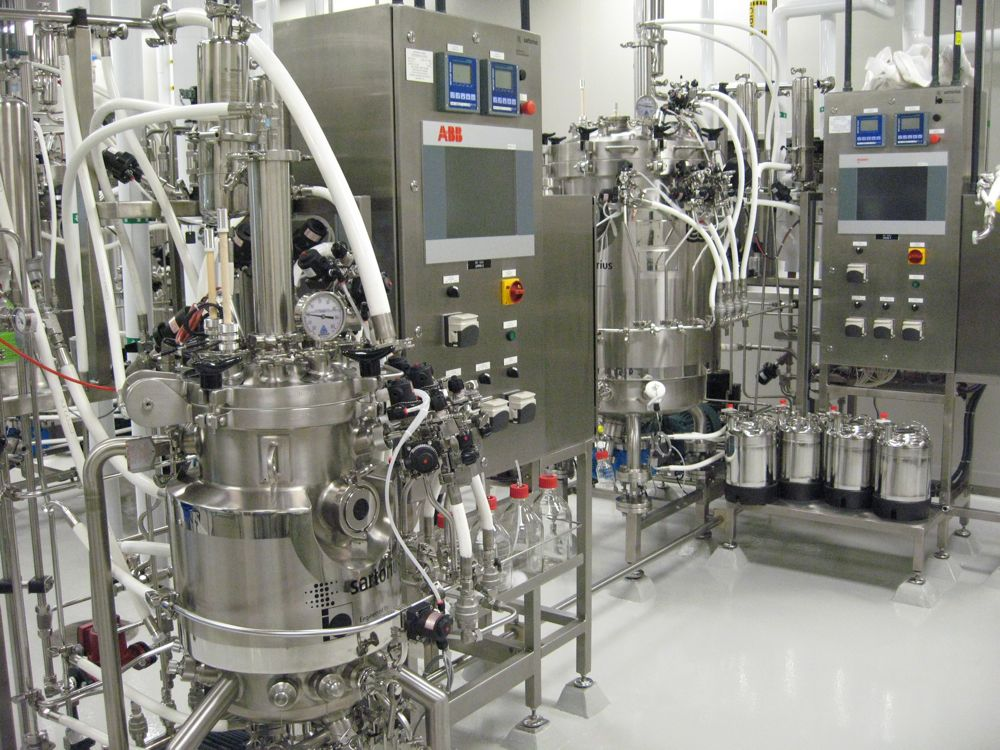
صورة لاحد المصانع التي تستخدم المفعلات الحيوية

هندسة العمليات الحيوية هو تخصص في التقانة الحيوية أو الهندسة الحيوية أو الهندسة الكيميائية أو الهندسة الزراعية. تتناول هندسة العمليات الحيوية تصميم وتطوير المعدات والعمليات لتصنيع منتجات مثل الطعام والأعلاف والأدوية والمواد الغذائية والمواد الكيميائية والبوليمرات والورق من المواد الحيوية.
وتعد هندسة العمليات الحيوية مجموعة متكتلة من العمليات الرياضية وعلوم الأحياء والتصاميم الصناعية، وتتكون من أطياف مختلفة مثل تصميم المفاعل الحيوي، دراسة المخمرات (طريقة العمليات وغيرها). وتتناول أيضًا دراسة العمليات البيوتكنولوجية المختلفة المستخدمة في صناعات إنتاج نطاق كبير للمنتج البيولوجي لتعظيم الاستفادة من المنتج النهائي ونوعيته. وقد تشتمل هندسة العمليات الحيوية على عمل الهندسة الميكانيكية والإلكترونية والصناعية لتطبيق مبادئ تخصصاتها على العمليات القائمة على استخدام الخلايا الحية أو مكون فرعي من مثل هذه الخلايا.

## الكليات والجامعات
- جامعة كيب تاون (مركز بحوث هندسة العمليات الحيوية)[2]
- جامعة ولاية نيويورك-كلية العلوم التربوية (برنامج هندسة العمليات الحيوية)
- جامعة شيربروك
- جامعة كاليفورنيا في بيركلي
- كلية سافانا للتكنولوجيا
- جامعة مينيسوتا (هندسة المنتجات الحيوية والنظم الحيوية)
- جامعة كارولينا الشرقية
- معهد التكنولوجيا الكيميائية (ICT) مومباي
- جامعة جادافبور
- الجامعة الاتحادية دو بارانا
- الجامعة الاتحادية ريو دي جانيرو
- جامعة ريو غراند دو سول الكاثوليكية[3]
- جامعة ستيلينبوش
- جامعة ولاية نورث كارولاينا
- جامعة فرجينيا للتكنولوجيا